# Dmitrij Sitkowiecki
Dmitrij Sitkowiecki, ang. Dmitry Sitkovetsky (ur. 27 września 1954 w Baku) – amerykański skrzypek i dyrygent pochodzenia rosyjskiego.

## Życiorys
Syn Juliana Sitkowieckiego i Belli Dawidowicz. W latach 1961–1972 kształcił się w Centralnej Szkole Muzycznej w Moskwie. W 1966 roku zajął I pierwsze w konkursie muzycznym Concertino w Pradze. Od 1972 do 1977 roku kształcił się w Konserwatorium Moskiewskim u Jurija Jankielewicza i Igora Biezrodnego. W latach 1977–1979 był uczniem Ivana Galamiana w Juilliard School of Music w Nowym Jorku. W 1979 roku został laureatem I nagrody międzynarodowego konkursu skrzypcowego im. Fritza Kreislera w Wiedniu. W 1980 roku debiutował z zespołem Berliner Philharmoniker. W 1983 roku po raz pierwszy wystąpił w Stanach Zjednoczonych, grając z Chicago Symphony Orchestra. W tym samym roku otrzymał Avery Fisher Career Grant. 
W 1985 roku wystąpił na festiwalu w Salzburgu oraz jako solista z Polską Orkiestrą Kameralną. W 1986 roku zagrał na koncercie The Proms w Londynie. Od 1992 do 1998 roku pełnił funkcję doradcy artystycznego międzynarodowego festiwalu muzycznego w Seattle. W latach 1996–2001 był głównym dyrygentem Ulster Orchestra.
W 1990 roku założył orkiestrę New European Strings, z którą koncertował w Europie i Stanach Zjednoczonych. Występował w ducie z matką oraz w trio z Gerhardem Oppitzem i Davidem Geringasem. W 1993 roku grał razem z Pawłem Giliłowem w Filharmonii Narodowej w Warszawie. Wykonywał szeroki repertuar, od utworów J.S. Bacha, Ludwiga van Beethovena i Johannesa Brahmsa, po dzieła współczesne (Alfred Schnittke, Rodion Szczedrin, Krzysztof Penderecki, Krzysztof Meyer). Dokonał transkrypcji Wariacji Goldbergowskich na trio smyczkowe (1984) i orkiestrę smyczkową (1994). Dokonał licznych nagrań płytowych dla firm Orfeo, Virgin Records, Hyperion Records i Deutsche Grammophon.